# Adolf Vogl
Adolf Vogl (Vienna, 4 maggio 1910 – Kristianstad, 9 aprile 1993) è stato un calciatore austriaco, di ruolo attaccante.

## Carriera

### Club
Giocò la maggior parte della carriera nell'Admira Vienna, con cui vinse 5 campionati austriaci (1927-1928, 1931-1932, 1933-1934, 1935-1936, 1936-1937), 3 Coppe d'Austria (1927-1928, 1931-1932, 1933-1934) e perse una finale di Coppa Mitropa contro il Bologna nel 1934, pur andando in rete sia nella partita di andata che in quella di ritorno.

### Nazionale
Tra il 1931 e il 1936 giocò con la nazionale austriaca, segnando 6 reti in 20 apparizioni.

## Palmarès

### Competizioni nazionali
- Campionato austriaco: 5

Admira Vienna: 1927-1928, 1931-1932, 1933-1934, 1935-1936, 1936-1937
- Coppa d'Austria: 2

Admira Vienna: 1927-1928, 1931-1932, 1933-1934